# Női röplabdatorna az 1980. évi nyári olimpiai játékokon
Az 1980. évi nyári olimpiai játékokon a női röplabdatornát július 21. és 29. között rendezték. A tornán 8 nemzet csapata vett részt. A magyar női röplabda-válogatott negyedik helyezést ért el.

## Lebonyolítás
A 8 résztvevőt 2 darab 4 csapatos csoportba sorsolták. Körmérkőzések döntötték el a csoportok végeredményét. A csoportból az első két helyezett jutott tovább az elődöntőbe, ahonnan egyenes kieséses rendszerben folytatódott a torna. A csoportok harmadik és negyedik helyezettjei az 5–8. helyért mérkőzhettek.

## Csoportkör
| Színmagyarázat                                                             |
| -------------------------------------------------------------------------- |
| A csoportok első két helyezettje bejutott az elődöntőbe.                   |
| A csoportok harmadik és negyedik helyezettjei az 5–8. helyért játszhattak. |

### A csoport
|                   |      | Mérkőzések | Mérkőzések | Szettek | Szettek | Szettek | Pontok | Pontok | Pontok |
| Csapat            | Pont | Gy         | V          | Sz+     | Sz–     | SzA     | P+     | P–     | PA     |
| ----------------- | ---- | ---------- | ---------- | ------- | ------- | ------- | ------ | ------ | ------ |
| Szovjetunió (URS) | 6    | 3          | 0          | 9       | 2       | 4,500   | 153    | 99     | 1,545  |
| NDK (GDR)         | 5    | 2          | 1          | 7       | 6       | 1,167   | 166    | 160    | 1,038  |
| Kuba (CUB)        | 4    | 1          | 2          | 4       | 6       | 0,667   | 117    | 117    | 1,000  |
| Peru (PER)        | 3    | 0          | 3          | 3       | 9       | 0,333   | 108    | 168    | 0,643  |

| 1980. július 21. 19:30 | NDK (GDR)                   | 3–1 | Kuba (CUB) |  |
| 1980. július 21. 19:30 | (15–11, 15–13, 10–15, 15–4) |     |            |  |

| 1980. július 21. 19:30 | Szovjetunió (URS)        | 3–1 | Peru (PER) |  |
| 1980. július 21. 19:30 | (15–2, 7–15, 15–4, 15–9) |     |            |  |

| 1980. július 23. 19:30 | Kuba (CUB)         | 3–0 | Peru (PER) |  |
| 1980. július 23. 19:30 | (15–6, 15–5, 15–6) |     |            |  |

| 1980. július 23. 19:30 | Szovjetunió (URS)          | 3–1 | NDK (GDR) |  |
| 1980. július 23. 19:30 | (15–5, 10–15, 16–14, 15–6) |     |           |  |

| 1980. július 25. 19:30 | NDK (GDR)                          | 3–2 | Peru (PER) |  |
| 1980. július 25. 19:30 | (15–10, 15–17, 11–15, 15–10, 15–9) |     |            |  |

| 1980. július 25. 19:30 | Szovjetunió (URS)    | 3–0 | Kuba (CUB) |  |
| 1980. július 25. 19:30 | (15–6, 15–13, 15–10) |     |            |  |

### B csoport
|                    |      | Mérkőzések | Mérkőzések | Szettek | Szettek | Szettek | Pontok | Pontok | Pontok |
| Csapat             | Pont | Gy         | V          | Sz+     | Sz–     | SzA     | P+     | P–     | PA     |
| ------------------ | ---- | ---------- | ---------- | ------- | ------- | ------- | ------ | ------ | ------ |
| Bulgária (BUL)     | 5    | 2          | 1          | 7       | 4       | 1,750   | 138    | 104    | 1,327  |
| Magyarország (HUN) | 5    | 2          | 1          | 8       | 6       | 1,333   | 161    | 170    | 0,947  |
| Románia (ROU)      | 5    | 2          | 1          | 7       | 7       | 1,000   | 157    | 153    | 1,026  |
| Brazília (BRA)     | 3    | 0          | 3          | 4       | 9       | 0,444   | 142    | 171    | 0,830  |

| 1980. július 21. 17:30 | Bulgária (BUL)           | 3–1 | Románia (ROU) |  |
| 1980. július 21. 17:30 | (15–9, 7–15, 15–5, 15–4) |     |               |  |

| 1980. július 21. 17:30 | Magyarország (HUN)                | 3–2 | Brazília (BRA) |  |
| 1980. július 21. 17:30 | (17–15, 9–15, 15–12, 6–15, 15–12) |     |                |  |

| 1980. július 23. 17:30 | Románia (ROU)                   | 3–2 | Magyarország (HUN) |  |
| 1980. július 23. 17:30 | (5–15, 15–3, 15–5, 10–15, 15–8) |     |                    |  |

| 1980. július 23. 17:30 | Bulgária (BUL)      | 3–0 | Brazília (BRA) |  |
| 1980. július 23. 17:30 | (15–7, 15–9, 15–12) |     |                |  |

| 1980. július 25. 17:30 | Románia (ROU)                    | 3–2 | Brazília (BRA) |  |
| 1980. július 25. 17:30 | (10–15, 9–15, 15–6, 15–13, 15–6) |     |                |  |

| 1980. július 25. 17:30 | Magyarország (HUN)        | 3–1 | Bulgária (BUL) |  |
| 1980. július 25. 17:30 | (8–15, 15–9, 15–7, 15–10) |     |                |  |

## Egyenes kieséses szakasz

### Az 5–8. helyért
| 1980. július 27. 17:30 | Peru (PER)           | 3–0 | Románia (ROU) |  |
| 1980. július 27. 17:30 | (15–12, 15–9, 15–11) |     |               |  |

| 1980. július 27. 19:30 | Kuba (CUB)         | 3–0 | Brazília (BRA) |  |
| 1980. július 27. 19:30 | (15–2, 15–5, 15–6) |     |                |  |

### Elődöntők
| 1980. július 27. 17:30 | NDK (GDR)                        | 3–2 | Bulgária (BUL) |  |
| 1980. július 27. 17:30 | (15–10, 12–15, 15–9, 7–15, 15–6) |     |                |  |

| 1980. július 27. 19:30 | Szovjetunió (URS)    | 3–0 | Magyarország (HUN) |  |
| 1980. július 27. 19:30 | (15–11, 15–13, 15–2) |     |                    |  |

### A 7. helyért
| 1980. július 29. 16:00 | Brazília (BRA)       | 3–0 | Románia (ROU) |  |
| 1980. július 29. 16:00 | (15–8, 15–12, 15–12) |     |               |  |

### Az 5. helyért
| 1980. július 29. 18:00 | Kuba (CUB)                | 3–1 | Peru (PER) |  |
| 1980. július 29. 18:00 | (15–9, 15–7, 12–15, 15–5) |     |            |  |

### A 3. helyért
| 1980. július 29. 17:30 | Bulgária (BUL)                  | 3–2 | Magyarország (HUN) |  |
| 1980. július 29. 17:30 | (15–5, 13–15, 6–15, 15–4, 15–8) |     |                    |  |

### Döntő
| 1980. július 29. 19:30 | Szovjetunió (URS)           | 3–1 | NDK (GDR) |  |
| 1980. július 29. 19:30 | (15–12, 11–15, 15–13, 15–7) |     |           |  |

| Az 1980. évi nyári olimpiai játékok női röplabdatornájának olimpiai bajnoka |
| · SZOVJETUNIÓ · 3. cím                                                      |
| --------------------------------------------------------------------------- |

## Végeredmény
|          |                    |      | Mérkőzések | Mérkőzések | Szettek | Szettek | Szettek | Pontok | Pontok | Pontok |
| Helyezés | Csapat             | Pont | Gy         | V          | Sz+     | Sz–     | SzA     | P+     | P–     | PA     |
| -------- | ------------------ | ---- | ---------- | ---------- | ------- | ------- | ------- | ------ | ------ | ------ |
| Arany    | Szovjetunió (URS)  | 10   | 5          | 0          | 15      | 3       | 5,000   | 254    | 172    | 1,477  |
| Ezüst    | NDK (GDR)          | 8    | 3          | 2          | 11      | 11      | 1,000   | 277    | 271    | 1,022  |
| Bronz    | Bulgária (BUL)     | 8    | 3          | 2          | 12      | 9       | 1,333   | 257    | 215    | 1,195  |
| 4.       | Magyarország (HUN) | 7    | 2          | 3          | 10      | 12      | 0,833   | 234    | 279    | 0,839  |
|          |                    |      |            |            |         |         |         |        |        |        |
| 5.       | Kuba (CUB)         | 8    | 3          | 2          | 10      | 7       | 1,429   | 219    | 166    | 1,319  |
| 6.       | Peru (PER)         | 6    | 1          | 4          | 7       | 12      | 0,583   | 189    | 257    | 0,735  |
| 7.       | Brazília (BRA)     | 6    | 1          | 4          | 7       | 12      | 0,583   | 200    | 248    | 0,806  |
| 8.       | Románia (ROU)      | 7    | 2          | 3          | 7       | 13      | 0,538   | 221    | 243    | 0,909  |